# Trombiculidae
Trombiculidae é uma família de ácaros que abriga cerca de 3 mil espécies de ampla distribuição geográfica mundial. Vivem em florestas e descampados, proliferando na vegetação baixa, ao longo de lagos e córregos e até em locais mais secos, como campos de golfe e gramados.  São mais numerosos no começo do verão, quando a vegetação se torna mais densa nos locais em que habita, mas seu ciclo varia de acordo com a região. Quando adultos são predadores de pequenos animais do solo. Em estágio larval, atacam muitos animais, incluindo humanos, causando intenso prurido. Esses parentes dos carrapatos são microscópicos, medindo até 0.4 mm e possuem coloração laranja cromada. O nome micuim é aplicado a esses animais, porém, também usado para outros ácaros, em especial formas larvárias do gênero Amblyomma.